# Chelostes robustus
Chelostes robustus är en stekelart som beskrevs av Van Achterberg 1990. Chelostes robustus ingår i släktet Chelostes och familjen bracksteklar. Inga underarter finns listade i Catalogue of Life.